# Mort d'un milicià

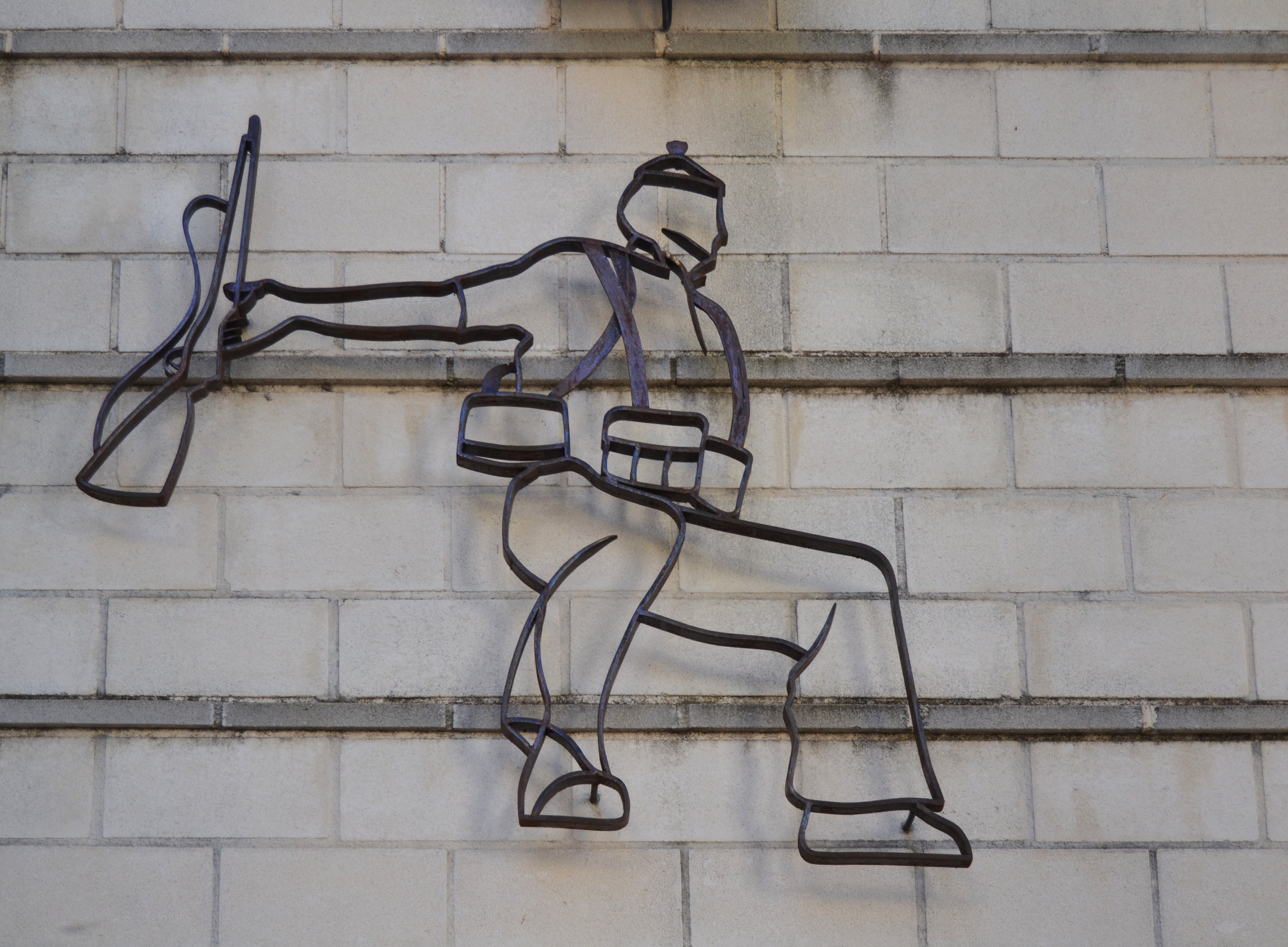
Monument a la casa on va nàixer Federico Borrell Garcia, Taino, a Benilloba, inspirat en la foto Mort d'un milicià.

Mort d'un milicià és una fotografia històrica presa per Robert Capa el 5 de setembre de 1936. Coneguda en anglès com a Loyalist Soldier, Falling Soldier o Loyalist Militia, mostra la mort de Federico Borrell García, un soldat republicà anarquista, durant la Guerra Civil espanyola. Així que es va publicar es va convertir en símbol de la Guerra civil a països com el Regne Unit, França o els Estats Units.

## Història
Segons diversos autors, la fotografia de Robert Capa captura el moment de la mort de Borrell. El soldat apareix caient cap enrere després de ser disparat. Porta roba de civil, però amb una cartutxera de cuir, i el rifle que li cau de la seva mà dreta. Altres fotografies del mateix dia mostren al milicià amb vida de peu amb altres companys. El periodista, narrava en una entrevista radiofònica al programa New York World Telegram com havia estat presa la fotografia
Les fotografies de Capa dels milicians a Cerro Muriano (Còrdova), inclosa la de la mort del milicià, van ser publicades per primer cop el 23 de setembre de 1936 al número 447 de la revista francesa Vu en un reportatge anomenat Comment sont-ils tombés (en català, Com van caure).
Mort d'un milicià va fer-se molt coneguda a partir de la seva publicació a Life el 12 de juliol de 1937, al reportatge titulat Death in Spain: the civil war has taken 500.000 lives in one year . Des de llavors, ha estat reproduïda moltes vegades i ha esdevingut un símbol de la Guerra Civil espanyola. És una de les fotografies més famoses de tots els temps.

## Debat

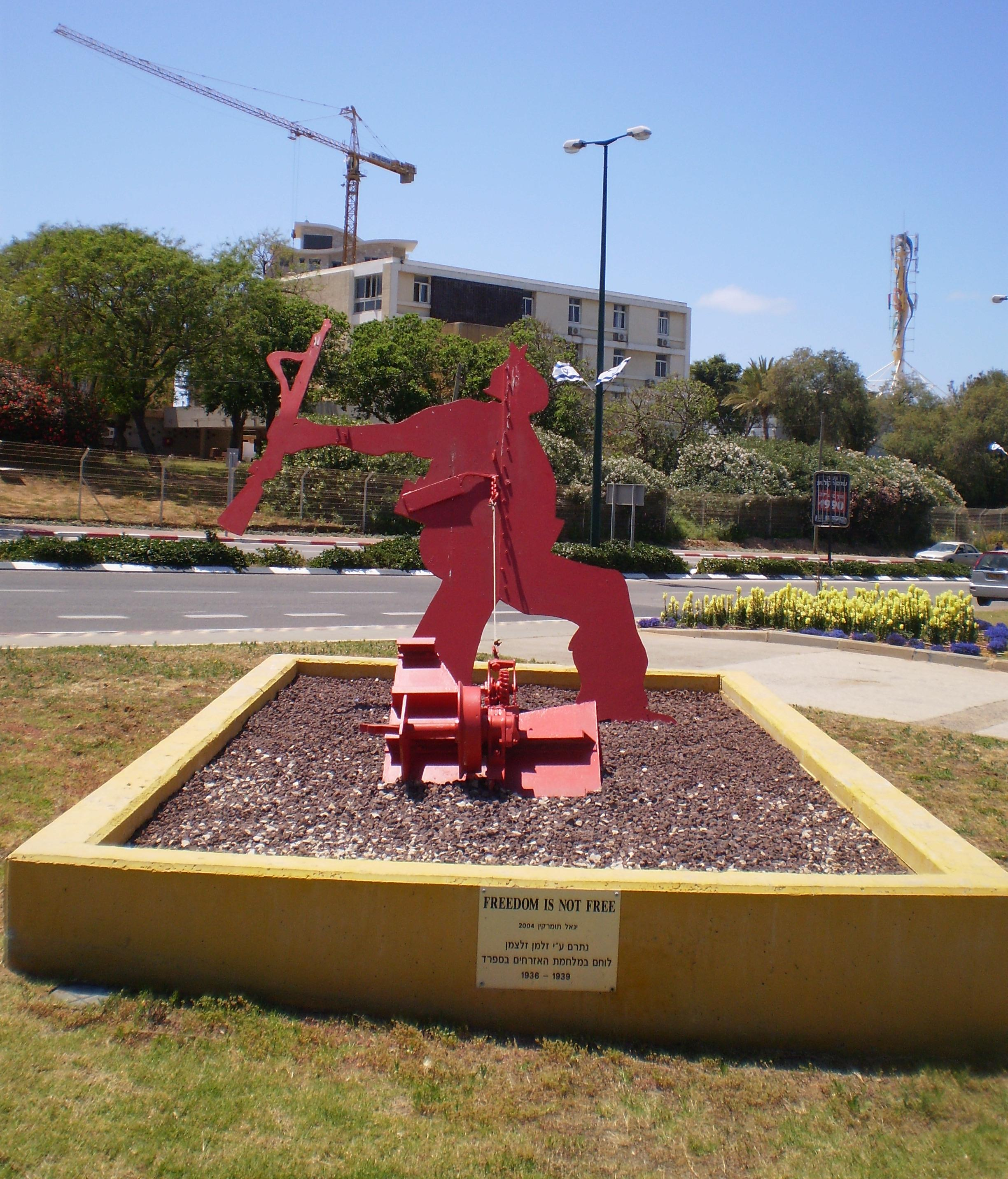
"Freedom is not Free", una escultura de Yigal Tumarkin, basada en la imatge de "Mort d'un milicià" de Robert Capa. Netanya, Israel.

Actualment, alguns experts pensen que la fotografia no es va fer durant la batalla, sinó que l'home que hi surt, que podria no ser Borrell, va posar per la foto, però el tema és controvertit.
Alguns dels biògrafs de Capa, com Richard Whelan, han defensat l'autenticitat de la fotografia, s'han sorgit dubtes des de 1975. L'escenificació de fotografies va ser un fet habitual durant la Guerra Civil espanyola a causa dels límits imposats a la llibertat de moviment dels fotoperiodistes: sense poder anar a fronts actius, els fotògrafs van recórrer a fotografies de soldats fingint combatre. S'havia afirmat que la fotografia va ser presa al lloc de la batalla de Cerro Muriano, però la investigació suggereix que va ser presa a la ciutat d'Espejo, a uns 50 quilòmetres de distància.
Un documental de 2007, La sombra del iceberg , afirma que la imatge es va escenografiar i que Frederico Borrell García no és l'individu de la imatge. Al llibre de 2009 de José Manuel Susperregui Sombras de la Fotografía, conclou el mateix supòsit que la fotografia es va prendre lluny de Cerro Murciano i determinà que la seva ubicació recau prop d'una serralada. Investigant amb historiadors i bibliotecaris locals de pobles propers a Còrdova, preguntant-li si reconeixien el paisatge, va rebre una resposta positiva de la localitat espanyola d'Espejo. Com que Espejo es trobava a quilòmetres de les línies de batalla quan Capa hi era, Susperregui deduí que això significava que la fotografia Mort d'un milicià es va crear, com totes les altres de la mateixa sèrie, suposadament fetes al front.